# La Norma

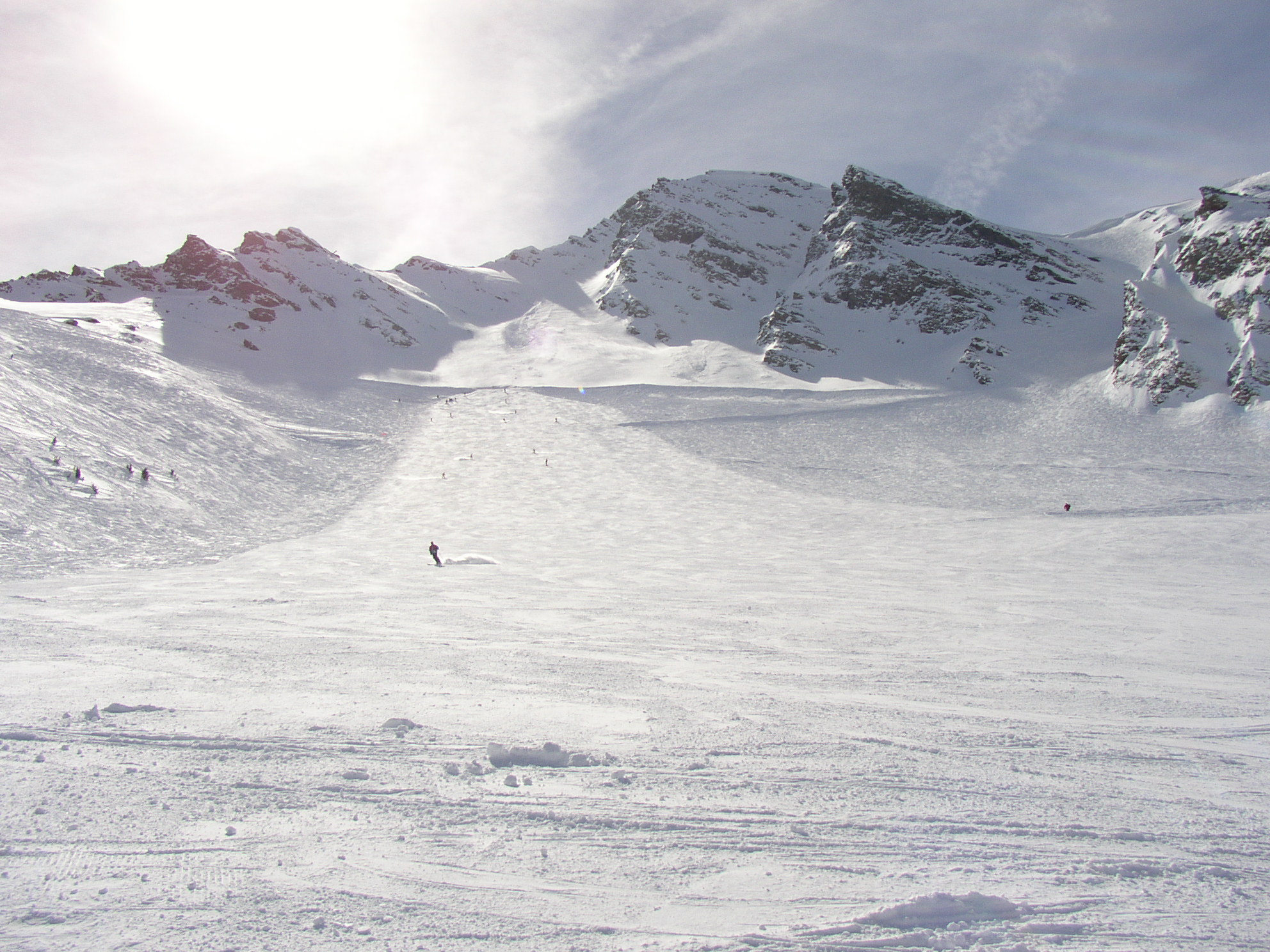
Die Skipiste Le Clot

La Norma ist ein Wintersportort im Département Savoie in der französischen Region Auvergne-Rhône-Alpes. Er liegt auf 1350 m Höhe auf den Ausläufern des  Berges La Norma (2917 m). Politisch gehört La Norma zu Villarodin-Bourget, bzw. zur  Communauté de communes de la Norma. 
Das Skigebiet umfasst 27 Skipisten mit 65 Pistenkilometern, die von 18 Skiliften erschlossen werden. Der höchste befahrbare Punkt liegt auf 2750 m.